# Amstel Gold Race 1984
L'Amstel Gold Race 1984, diciannovesima edizione della corsa, si svolse il 21 aprile 1984 su un percorso di 242 km da Heerlen a Meerssen. Fu vinta dall'olandese Jacques Hanegraaf, che terminò in 6h 05' 56".

## Ordine d'arrivo (Top 10)
| Pos. | Corridore         | Squadra      | Tempo    |
| ---- | ----------------- | ------------ | -------- |
| 1    | Jacques Hanegraaf | Kwantum      | 6h05'56" |
| 2    | Kim Andersen      | Coop-Hoonved | a 2'04"  |
| 3    | Patrick Versluys  | Splendor     | a 2'08"  |
| 4    | Rudy Dhaenens     | Splendor     | s.t.     |
| 5    | Ad Wijnands       | Kwantum      | s.t.     |
| 6    | William Tackaert  | Fangio       | s.t.     |
| 7    | Frédéric Vichot   | Skil-Sem     | s.t.     |
| 8    | Jacques van Meer  | AVP-Viditel  | s.t.     |
| 9    | Theo de Rooy      | Panasonic    | s.t.     |
| 10   | Peter Winnen      | Panasonic    | s.t.     |